# Santa Ponsa Golf
Santa Ponsa Golf is de grootste golfclub op Mallorca. De club ligt 18 km ten westen van Palma de Mallorca bij de plaats Santa Ponça en heeft twee 18-holesbanen en een 9-holesbaan.
De club is in 1977 opgericht.

## De banen
Ponça I (par 72) is in 1977 geopend. De baan is aangelegd door Folco Nardi en Pepe Gancedo. Het is de langste baan op het eiland en beslaat 73ha grond. Hole 10 is een par-5 van 590m en daarmee bijna de langste hole ter wereld. Op deze baan worden nationale en internationale toernooien gespeeld. Tijdens de eerste editie maakte José María Olazabal een nieuw baanrecord mer zijn score van 64.
Tussen 1988 en 1998 werd het Turespana Iberia Open de Baleares 6x op Ponça I en 1x op Ponça II georganiseerd:
- 1988: Severiano Ballesteros na 1 hole play-off tegen Magnus Persson.
- 1989: Ove Sellberg
- 1991: Gavan Levenson
- 1992: Severiano Ballesteros na 6 holes play-off tegen Jesper Parnevik.
- 1993: Jim Payne
- 1995: Greg Turner (op Ponça II )
- 1998: Miguel Ángel Jiménez

In 1990 en 1994 was het Balearen Open op de baan van de Son Vida Golf.
Verder is hier gespeeld o.a.:
- Spaans Amateur Kampioenschap
- Van 1977-1992: International Challenge H.R.H. the Count of Barcelona
- Van 1991 - heden: International trophy H.R.H. Princess Birgitta of Sweden
- Van 1994 - heden: International trophy H.R.H. Don Juan de Borbón
- 1998: The Mentor Foundation Trophy

Ponça II en III zijn niet toegankelijk voor greenfeespelers. Ponça II is in 1991 geopend, en heeft meer waterpartijen dan Ponça I. Hier is in 1995 het Balearen Open gespeeld.De 9 holesbaan, Ponça III, is van 1999.